# Magnus Brynolf Malmstedt
Magnus Brynolf Malmstedt, född 1724 i Dalsland, död 1798 i Stockholm, var en svensk latinist. Han var far till skalden Anna Maria Lenngren.

## Biografi
Malmstedt var docent i latin, egentligen i romersk vältalighet, vid Uppsala universitet, senare med professors titel. Han var hängiven anhängare till den herrnhutiska rörelsen och författade eller översatte många sånger i denna anda för Sions Nya Sånger. 
På 1780-talet dog hans maka och fyra barn. Endast hans berömda dotter överlevde honom. Med hustruns död tycks Malmstedts hem ha råkat alldeles i oordning. Han knöt en förbindelse med en tjänarinna, med vilken han vid 71 års ålder fick en son som blev lektor i Karlstad.
Ännu vid nära 74 års ålder skötte Malmstedt med nästan oförminskad kraft sitt arbete. En januariafton 1798 under ett besök i Stockholm för att hälsa på sin dotter, dagen före sin födelsedag, föll han i Strömmen och drunknade.

## Psalmer
- Ack Frälsare kär, Mig syndare lär nr 95 i Sions Nya Sånger 5:e upplagan
- Ack, Jesus, jag är hjertligt glad, nr 104 i Sions Nya Sånger 5:e upplagan och nr 448 i Hemlandssånger 1891 Finns på Wikisource.
- Den ewiga solen, all werldens ljus nr 94 i Sions Nya Sånger 5:e upplagan
- Det skedde för mig, nr 97 i Sions Nya Sånger 5:e upplagan och nr 125 i Svenska Missionsförbundets sångbok 1920 under rubriken "Jesu lidande"Finns på Wikisource.
- Förr än werldens grund war lagder nr 101 i Sions Nya Sånger 5:e upplagan
- Gläd dig, min själ! Gud gör allt wäl nr 99 i Sions Nya Sånger 5:e upplagan
- Helig, helig, helig Herren Gud wår Far nr 102 i Sions Nya Sånger 5:e upplagan
- Hjertans Jesu, du min enda tröst nr 96 i Sions Nya Sånger 5:e upplagan
- Hör du, förströdda menskohjerta nr 100 i Sions Nya Sånger 5:e upplagan
- Hör du som går i sorg och qwida nr 92 i Sions Nya Sånger 5:e upplagan
- Låt nådens Anda osz förklara nr 98 i Sions Nya Sånger 5:e upplagan
- O Helge Ande, Herre Gud
- Rättfärdig blev världen, nr 77 i Sions Nya Sånger 5:e upplagan, där texten tillskrivs Anders Carl Rutström och nr 64 i Lova Herren 1988 Finns på Wikisource.
- Yttersta dagen en glädjedag bliver, nr 103 i Sions Nya Sånger 5:e upplagan och en snarlik text Yttersta dagen rätt fröjdefull bliver som nr 709 i Sionstoner 1935 under rubriken "Uppståndelsen, domen och det eviga livet" Finns på Wikisource.
- Öppet står Jesu förbarmande hjärta, nr 301 i Sionstoner 1935 under rubriken "Nådens ordning: Väckelse och omvändelse" Finns på Wikisource.